# Elastasi pancreatica
L'elastasi pancreatica è una forma di elastasi prodotta dalle cellule acinose del pancreas come zimogeno inattivo il quale è attivato nel lume del duodeno dalla azione clivante della tripsina. Come le altre elastasi, fa parte di una sottofamiglia di serinoproteasi caratterizzate da una struttura peculiare contenente due domini a barile β che convergono nel sito attivo, il quale idrolizza amidi, legami estere ed elastina. Sebbene il nome maggiormente utilizzato sia quello di elastasi pancreatica, spesso ci si riferisce a tale enzima anche con i nomi elastasi 1, pancreatopeptidasi, PE o serinoelastasi pancreatica.
Il primo isoenzima scoperto, inizialmente denominato elastasi pancreatica 1, era erroneamente ritenuto prodotto dal pancreas. Analisi successive dimostrarono che tale enzima era invece una proteina chimotripsino-simile e per un certo periodo fu ritenuto che il suo gene non fosse mai trascritto nell'uomo. Dopo ulteriori studi fu scoperto che la proteina era in realtà espressa a bassi livelli dai cheratinociti dello strato basale dell'epidermide. Per tale motivo l'elastasi pancreatica 1 scoperta in origine fu ridenominata "elastasi 1" (ELA1) o chymotrypsin-like elastase family, member 1 (CELA1). La letteratura clinica che tratta della "elastasi 1" prodotta nel pancreas e presente nel materiale fecale si riferisce invece alla elastasi chimotripsino-simile 3B (CELA3B).
Grazie alle sue caratteristiche biochimiche, l'elastasi pancreatica non è degradata durante l'intero transito intestinale per cui l'analisi della sua presenza a livello del materiale fecale risulta efficace nel riflettere lo stato funzionale del pancreas esocrino.